# Граф Болдуин-Бьюдли

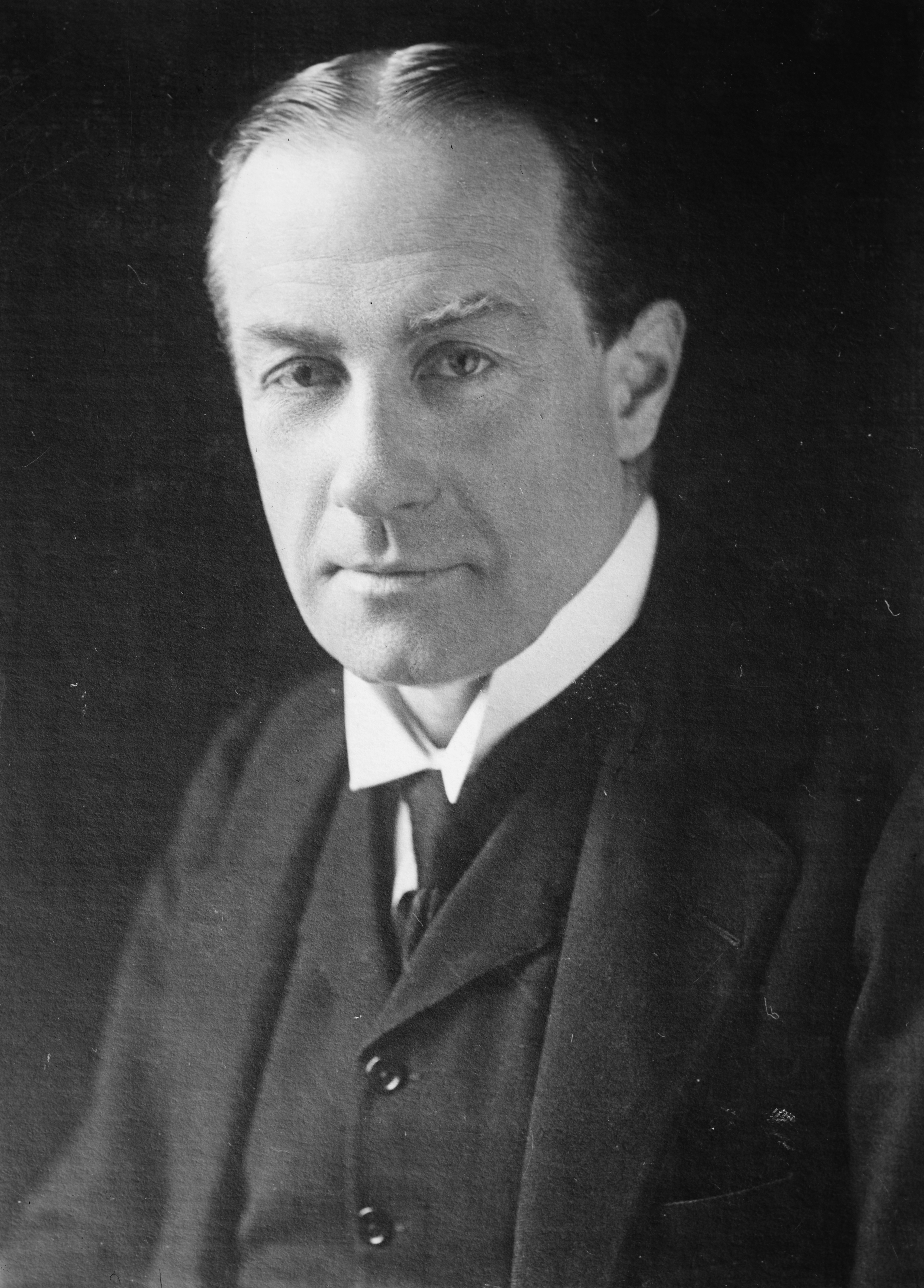
Стэнли Болдуин, 1-й граф Болдуин-Бьюдли

Граф Болдуин-Бьюдли (англ. Earl Baldwin of Bewdley) — наследственный титул в системе Пэрства Соединённого королевства.
Был создан в 1937 году для политика-консерватора Стэнли Болдуина (1867—1947), который занимал должность премьер-министра Великобритании (1923—1924, 1924—1929, 1935—1937). Вместе с титулом графа Стэнли Болдуин получил титул виконта Корведейла из Корведейла в графстве Шропшир.
Ему наследовал его старший сын — Оливер Ридсдейл Болдуин, 2-й граф Болдуин-Бьюдли (1899—1958), который заседал от лейбористской партии в Палате общин, где представлял Дадли (1929—1931) и Пейсли (1945—1947), а позже был губернатором Подветренных островов (1948—1950). После его смерти графский титул перешёл к его младшему брату — Артуру Уиндхэму Болуину, 3-му графу Болдуин-Бьюдли (1904—1976).
По состоянию на 2024 год, носителем графского титула является сын Эдварда Болдуина, 4-го графа Болдуина-Бьюдли (1938—2021) — Бенедикт Александр Стэнли Болдуин, 5-й граф Болдуин-Бьюдли (род. 1973), который наследовал отцу в 2021 году. Эдвард Болдуин — был одним из 90 избираемых наследственных пэров, которые сохранили свои места в Палате лордов после принятия Закона о пэрах 1999 года и был независимым депутатом.
Альфред Болдуин (1841—1908), отец 1-го графа, британский бизнесмен и политик, депутат Палаты общин от Бьюдли (1892—1908).
Фамильная резиденция — Манор Фарм Хаус в Вулверкоте (графство Оксфордшир).

## Графы Болдуин-Бьюдли (1937)
- 1937—1947: Стэнли Болдуин, 1-й граф Болдуин-Бьюдли (3 августа 1867 — 14 декабря 1947), сын Альфреда Болдуина (1841—1908) и Луизы Макдональд (1845—1928);
- 1947—1958: майор Оливер Ридсдейл Болдуин, 2-й граф Болдуин-Бьюдли (1 марта 1899 — 10 августа 1958), старший сын 1-го графа;
- 1958—1976: Артур Уиндхэм Болдуин, 3-й граф Болдуин-Бьюдли (22 марта 1904 — 5 июля 1976), младший сын 1-го графа;
- 1976—2021: Эдвард Альфред Александр Болдуин, 4-й граф Болдуин-Бьюдли (3 января 1938 — 16 июня 2021), единственный сын 3-го графа;
- 2021 — настоящее время: Бенедикт Александр Стэнли Болдуин, 5-й граф Болдуин-Бьюдли (род. 28 декабря 1973), старший сын предыдущего;
  - Наследник: достопочтенный Джеймс Конрад Болдуин (род. 13 марта 1976), младший брат предыдущего;
    - Наследник наследника: достопочтенный Марк Томас Мэйтленд Болдуин (род. 24 июля 1980), младший брат предыдущего.